# Rafael Márquez
Pour les articles homonymes, voir Rafael Márquez (homonymie) et Márquez.
Rafael Márquez, né le 13 février 1979 à Zamora de Hidalgo au Mexique, est un footballeur international mexicain, reconverti entraîneur. Il évoluait aux postes de défenseur central ou de milieu défensif.
En 2009, Rafael Márquez a obtenu avec le FC Barcelone un sextuplé inédit dans l'histoire du football : Ligue des champions, championnat d'Espagne, Coupe du Roi, Supercoupe d'Europe, Supercoupe d'Espagne et Coupe du monde des clubs.
En juillet 2010, il quitte le FC Barcelone après sept ans passés dans le club catalan au cours desquels il a remporté notamment deux Ligues des champions et quatre championnats d'Espagne.
Avec le Mexique, il participe à la Coupe du monde 2002, 2006, 2010, 2014 et 2018, ce qui fait de lui le cinquième joueur à avoir pris part à cinq coupes du monde avec Antonio Carbajal, Gianluigi Buffon, Lothar Matthäus, Cristiano Ronaldo & Lionel Messi.

## Biographie

### En club

#### CF Atlas
Il commence sa carrière à l'Atlas de Guadalajara en 1996, club avec lequel il dispute le championnat mexicain de première division.

#### AS Monaco
En 1999, il s'engage pour un montant de 4 M$ avec l'AS Monaco et débarque en Europe à 20 ans. Il inscrit son premier but pour Monaco le 7 novembre 1999, lors d'une rencontre de championnat face à l'Olympique de Marseille. Titulaire, il est l'auteur du but égalisateur lors de cette partie où les deux équipes se neutralisent (1-1 score final).
Avec l'équipe de la Principauté, il devient Champion de France en 2000 (il est élu meilleur défenseur central de la compétition) et remporte la Coupe de la Ligue en 2003.

#### FC Barcelone
Rafael Márquez est le deuxième Mexicain seulement (le premier étant Horacio Casarín) à porter le maillot du prestigieux club du FC Barcelone où il est arrivé à l'été 2003 sous la houlette du président Joan Laporta. Il confirme depuis lors être un des défenseurs centraux les plus intraitables parmi ceux évoluant en Europe.
Lors de sa première saison en Catalogne, il se présente comme une pièce maîtresse du dispositif de Frank Rijkaard de par sa polyvalence. Les graves blessures de Motta et Edmílson lors de la saison 2004-2005 l'obligent à évoluer au milieu du terrain, poste déjà occupé à Monaco et en sélection nationale. Son rendement exceptionnel est récompensé par la conquête du titre de champion d'Espagne en 2005.
Le 19 décembre 2009, Rafael Márquez a remporté avec Barcelone la Coupe du monde des clubs, le sixième titre d'une année exceptionnelle.
Le 31 juillet 2010, Rafael Márquez annonce qu'il quitte le FC Barcelone après y avoir joué pendant sept saisons.

#### Red Bull New York
Dans la foulée, il signe avec le Red Bull New York, et rejoint donc Thierry Henry, son ancien coéquipier au FC Barcelone, qui a rejoint le club américain deux semaines avant lui.
Márquez inscrit son premier et unique but pour le Red Bull de New York le 21 août 2010 contre le Toronto FC. Son équipe s'impose ce jour-là par quatre buts à un.

#### FC León
Rafael Márquez quitte les États-Unis à la fin de l'année 2012 pour faire son retour au pays en s'engageant avec le FC León.
Il inscrit son premier et unique but pour le club le 6 octobre 2013 face au Club Puebla, en championnat. Il est titularisé et participe à la victoire de son équipe par trois buts à un.

#### Hellas Vérone
En août 2014 Rafael Márquez s'engage à 35 ans en faveur de l'Hellas Vérone. Il joue son premier match sous ses nouvelles couleurs le 24 août 2014, lors d'une rencontre de coupe d'Italie face à l'US Cremonese. Il est titularisé et son équipe s'impose par trois buts à zéro.

#### Retour à Atlas
Après une pige de deux saisons au Hellas Vérone en Italie, il retrouve en 2015 son club formateur, le Club de Fútbol Atlas. Il annonce sa retraite sportive le 22 juillet 2018.

### En sélection nationale
Sélectionné dès février 1997, il devient, à 23 ans, capitaine de la sélection mexicaine pour la Coupe du monde 2002. L'équipe atteint les huitièmes de finale, pendant lesquels Rafael Márquez est expulsé.
Il remporte avec la sélection mexicaine la Coupe des confédérations 1999 et les Gold Cup 2003 et 2011.
Márquez marque un but lors des trois coupes du monde suivantes. En 2006, il ouvre le score en huitièmes de finale face à l'Argentine, contre qui le Mexique est finalement éliminé. En 2010, il égalise face à l'Afrique du Sud lors du match inaugural du tournoi. En 2014, il ouvre le score lors du dernier match de poule face à la Croatie (victoire 3-1) et est élu meilleur homme du match. 
Lors du mondial brésilien, il devient devant Antonio Carbajal le joueur méxicain de football ayant disputé le plus de match (16).
Le 4 juin 2018, Márquez figure sur la liste des 23 joueurs mexicains participants à la Coupe du monde 2018, alors que le joueur est âgé de 39 ans.
Il est le premier joueur de l'histoire à avoir été capitaine d'une équipe nationale lors de quatre Coupes du monde consécutives (2002, 2006, 2010 et 2014).
Il entrera en seconde période  durant les matchs opposant le Mexique à l'Allemagne et à la Corée du Sud. Il est titularisé en huitièmes de finale de la Coupe du monde 2018 contre le Brésil et à cette occasion est capitaine. Ainsi il est capitaine de l'équipe mexicaine pour sa cinquième Coupe du monde d'affilée. Grâce à ce match, il rentre également dans l'histoire en devenant le premier joueur de champ titulaire dans 5 Coupes du monde différentes.

## Profil
Joueur droitier doté d'une technique fine et d'une grande faculté d'anticipation, il est reconnu pour la qualité de ses relances et de son jeu aérien. Dans son pays, on le surnomme le "Kaiser de Michoacán" pour son élégance et la sûreté dont il fait preuve à l'image de Franz Beckenbauer. Il peut aussi bien évoluer en défense centrale qu'au poste de milieu défensif où son physique et son jeu de passes font merveille.

## Statistiques
| Saison                | Club                  | Championnat           | Championnat | Championnat | Coupe(s) nationale(s) | Coupe(s) nationale(s) | Supercoupe | Supercoupe | Compétition(s) continentale(s) | Compétition(s) continentale(s) | Compétition(s) continentale(s) | Supercoupe UEFA | Supercoupe UEFA | Coupe du monde des clubs | Coupe du monde des clubs | Mexique | Mexique | Total | Total |
| Saison                | Club                  | Division              | M.          | B.          | M.                    | B.                    | M.         | B.         | Comp.                          | M.                             | B.                             | M.              | B.              | M.                       | B.                       | M.      | B.      | M.    | B.    |
| 1996-1997             | Atlas                 | Liga MX               | 24          | 2           | -                     | -                     | -          | -          | -                              | -                              | -                              | -               | -               | -                        | -                        | 1       | 0       | 25    | 2     |
| 1997-1998             | Atlas                 | Liga MX               | 20          | 1           | -                     | -                     | -          | -          | -                              | -                              | -                              | -               | -               | -                        | -                        | -       | -       | 20    | 1     |
| 1998-1999             | Atlas                 | Liga MX               | 33          | 3           | -                     | -                     | -          | -          | -                              | -                              | -                              | -               | -               | -                        | -                        | 8       | 1       | 41    | 4     |
| Sous-total            | Sous-total            | Sous-total            | 77          | 6           | -                     | -                     | -          | -          | -                              | -                              | -                              | -               | -               | -                        | -                        | 9       | 1       | 86    | 7     |
| 1999-2000             | AS Monaco FC          | Division 1            | 23          | 3           | 4                     | 0                     | -          | -          | C3                             | 6                              | 0                              | -               | -               | -                        | -                        | 7       | 1       | 40    | 4     |
| 2000-2001             | AS Monaco FC          | Division 1            | 15          | 1           | 3                     | 0                     | -          | -          | C1                             | 4                              | 0                              | -               | -               | -                        | -                        | 10      | 1       | 32    | 2     |
| 2001-2002             | AS Monaco FC          | Division 1            | 21          | 0           | 5                     | 0                     | -          | -          | -                              | -                              | -                              | -               | -               | -                        | -                        | 8       | 1       | 34    | 1     |
| 2002-2003             | AS Monaco FC          | Ligue 1               | 30          | 1           | 3                     | 0                     | -          | -          | -                              | -                              | -                              | -               | -               | -                        | -                        | 3       | 0       | 36    | 1     |
| Sous-total            | Sous-total            | Sous-total            | 89          | 5           | 15                    | 0                     | -          | -          | -                              | 10                             | 0                              | -               | -               | -                        | -                        | 28      | 3       | 142   | 8     |
| 2003-2004             | FC Barcelone          | Primera División      | 21          | 1           | 6                     | 0                     | -          | -          | C3                             | 3                              | 0                              | -               | -               | -                        | -                        | 6       | 2       | 36    | 3     |
| 2004-2005             | FC Barcelone          | Primera División      | 34          | 3           | 1                     | 0                     | -          | -          | C1                             | 6                              | 0                              | -               | -               | -                        | -                        | 8       | 0       | 49    | 3     |
| 2005-2006             | FC Barcelone          | Primera División      | 25          | 0           | 4                     | 1                     | 1          | 0          | C1                             | 8                              | 0                              | -               | -               | -                        | -                        | 9       | 2       | 47    | 3     |
| 2006-2007             | FC Barcelone          | Primera División      | 21          | 1           | 7                     | 0                     | 2          | 0          | C1                             | 6                              | 0                              | 1               | 0               | 2                        | 1                        | 8       | 1       | 47    | 3     |
| 2007-2008             | FC Barcelone          | Primera División      | 23          | 2           | 5                     | 0                     | -          | -          | C1                             | 8                              | 0                              | -               | -               | -                        | -                        | 2       | 0       | 38    | 2     |
| 2008-2009             | FC Barcelone          | Liga BBVA             | 23          | 1           | 4                     | 1                     | -          | -          | C1                             | 10                             | 1                              | -               | -               | -                        | -                        | 6       | 1       | 43    | 4     |
| 2009-2010             | FC Barcelone          | Liga BBVA             | 15          | 1           | 3                     | 0                     | -          | -          | C1                             | 4                              | 0                              | 0               | 0               | 1                        | 0                        | 9       | 1       | 32    | 2     |
| Sous-total            | Sous-total            | Sous-total            | 162         | 9           | 30                    | 2                     | 3          | 0          | -                              | 45                             | 1                              | 1               | 0               | 3                        | 1                        | 48      | 7       | 292   | 20    |
| 2010                  | Red Bulls New York    | MLS                   | 10          | 1           | 2                     | 0                     | -          | -          | -                              | -                              | -                              | -               | -               | -                        | -                        | 4       | 0       | 16    | 1     |
| 2011                  | Red Bulls New York    | MLS                   | 19          | 0           | 2                     | 0                     | -          | -          | -                              | -                              | -                              | -               | -               | -                        | -                        | 11      | 1       | 32    | 1     |
| 2012                  | Red Bulls New York    | MLS                   | 15          | 0           | 2                     | 0                     | -          | -          | -                              | -                              | -                              | -               | -               | -                        | -                        | 2       | 0       | 19    | 0     |
| Sous-total            | Sous-total            | Sous-total            | 44          | 1           | 6                     | 0                     | -          | -          | -                              | -                              | -                              | -               | -               | -                        | -                        | 17      | 1       | 67    | 2     |
| 2012-2013             | Club León             | Liga MX               | 13          | 0           | 0                     | 0                     | -          | -          | CL                             | 1                              | 0                              | -               | -               | -                        | -                        | -       | -       | 14    | 0     |
| 2013-2014             | Club León             | Liga MX               | 23          | 1           | 12                    | 0                     | -          | -          | CL                             | 7                              | 0                              | -               | -               | -                        | -                        | 13      | 3       | 55    | 4     |
| 2014-2015             | Club León             | Liga MX               | 2           | 0           | -                     | -                     | -          | -          | -                              | -                              | -                              | -               | -               | -                        | -                        | -       | -       | 2     | 0     |
| Sous-total            | Sous-total            | Sous-total            | 38          | 1           | 12                    | 0                     | -          | -          | -                              | 8                              | 0                              | -               | -               | -                        | -                        | 13      | 3       | 71    | 4     |
| 2014-2015             | Hellas Vérone FC      | Serie A               | 27          | 0           | 3                     | 0                     | -          | -          | -                              | -                              | -                              | -               | -               | -                        | -                        | 3       | 0       | 33    | 0     |
| 2015-2016             | Hellas Vérone FC      | Serie A               | 6           | 0           | 1                     | 0                     | -          | -          | -                              | -                              | -                              | -               | -               | -                        | -                        | 3       | 0       | 10    | 0     |
| Sous-total            | Sous-total            | Sous-total            | 33          | 0           | 4                     | 0                     | -          | -          | -                              | -                              | -                              | -               | -               | -                        | -                        | 6       | 0       | 43    | 0     |
| 2015-2016             | Atlas                 | Liga MX               | 14          | 1           | -                     | -                     | -          | -          | -                              | -                              | -                              | -               | -               | -                        | -                        | 6       | 0       | 20    | 1     |
| 2016-2017             | Atlas                 | Liga MX               | 23          | 0           | -                     | -                     | -          | -          | -                              | -                              | -                              | -               | -               | -                        | -                        | 9       | 2       | 32    | 2     |
| 2017-2018             | Atlas                 | Liga MX               | 21          | 0           | -                     | -                     | -          | -          | -                              | -                              | -                              | -               | -               | -                        | -                        | 5       | 0       | 26    | 0     |
| Sous-total            | Sous-total            | Sous-total            | 58          | 1           | -                     | -                     | -          | -          | -                              | -                              | -                              | -               | -               | -                        | -                        | 20      | 2       | 78    | 3     |
| Total sur la carrière | Total sur la carrière | Total sur la carrière | 501         | 23          | 67                    | 2                     | 3          | 0          | -                              | 63                             | 1                              | 1               | 0               | 3                        | 1                        | 147     | 17      | 785   | 44    |

## Palmarès

### Avec leMexique
- Vainqueur de la Coupe des confédérations  : 1999.
- Vainqueur de la Gold Cup (2) : 2003 & 2011.
- Finaliste de la Gold Cup : 2007.
- Finaliste de la Copa América : 2001.
- Troisième de la Copa América : 1999 & 2007.
- Quatrième de la Coupe des confédérations : 2005.

### AS Monaco
- Champion de France : 2000.
- Vainqueur de la Coupe de la Ligue française  : 2003.

### FC Barcelone
- Ligue des champions (2) :
  - Vainqueur : 2006 et 2009
- Championnat d'Espagne (4) :
  - Champion : 2005, 2006, 2009 et 2010
  - Vice-champion : 2004 et 2007
- Coupe d'Espagne (1) : 
  - Vainqueur : 2009
- Coupe du monde des clubs (1) :
  - Vainqueur : 2009
  - Finaliste : 2006
- Supercoupe de l'UEFA (1) :
  - Vainqueur : 2009
  - Finaliste : 2006
- Supercoupe d'Espagne (3) :
  - Vainqueur : 2005, 2006 et 2009

## Vie privée
En août 2017, le Trésor américain s'appuie sur une enquête de l'Agence américaine pour le contrôle des transferts d'actifs (OFAC) pour le sanctionner au même titre que plus de vingt autres personnes dont le chanteur Julión Álvarez de gel de l'ensemble de ses biens détenus aux États-Unis et d'interdiction d'effectuer toute transaction avec un citoyen américain, en raison de ses liens et implication dans un vaste réseau de trafic de drogue, et notamment de Raul Flores Hernandez, chef d'un réseau de drogue.